# Lakeshire
Lakeshire – miasto w Stanach Zjednoczonych, w stanie Missouri, w hrabstwie St. Louis. W 2010 miejscowość była zamieszkiwana przez 1381 osób.

## Położenie
Według United States Census Bureau miasto ma całkowitą powierzchnię 0,54 km²

## Ludność
Według spisu powszechnego z 2010 roku W mieście mieszkały 1432 osoby, było 1626 gospodarstw domowych i 2768 rodzin. Gęstość zaludnienia wynosiła 2024,1 mieszkańców na milę kwadratową (781,5 / km²). Było 808 budynków mieszkalnych o średniej gęstości 3847,6 na milę kwadratową (1485,6 / km²). Rasowy skład miasta wynosił 94,7% białych, 1,9% Afroamerykanów, 0,2% rdzennych Amerykanów, 0,5% Azjatów, 1,2% z innych ras oraz 1,5% z dwóch lub więcej ras. Hiszpanów i Latynosów było 3,3%.
W mieście było 1626 gospodarstw domowych, w których 24,6% osób mieszkających w nich były poniżej 18 roku życia, 28,5% stanowiły małżeństwa mieszkające razem, 13,2% stanowią kobiety nieposiadające męża, 6,0% stanowią mężczyźni bez żony, a 52,4% stanowią osoby samotne. 45,9% wszystkich gospodarstw domowych składa się z jednej osoby oraz 13,5% żyjących samotnie osób ma powyżej 65 lat lub więcej. Średnia wielkość gospodarstwa domowego wynosiła 2,87, a średnia wielkość rodziny - 3,71.
Mediana wieku w mieście wyniosła 34,8 lat. 30,1% mieszkańców było w wieku poniżej 18 lat; 13,8% to osoby w wieku od 18 do 24 lat; 37,5% to osoby w wieku od 25 do 44 lat; 14,6% to od 45 do 64 lat; a 4% było w wieku 65 lat lub starszych.